# Stranger than Fiction (single)
Stranger than Fiction is een single van de Amerikaanse punkband Bad Religion. Het is het derde nummer op het gelijknamige album.
Naast het album Stranger than Fiction is de single ook te horen op het compilatiealbum Punk Rock Songs en de dvd Live at the Palladium.

## Hitlijsten
| Jaar | Titel                 | Hitlijst              | Plaats |
| ---- | --------------------- | --------------------- | ------ |
| 1994 | Stranger than Fiction | US Modern Rock Tracks | 28     |

## Samenstelling
- Greg Graffin – zang
- Brett Gurewitz – gitaar / tekstschrijver
- Greg Hetson – gitaar
- Jay Bentley – basgitaar
- Bobby Schayer – drums